# Репета, Нина
Ни́на Линн Репе́та (англ. Nina Lynn Repeta), в девичестве — Блэ́нтон (англ. Blanton; 10 сентября 1967, Шелби, Северная Каролина, США) — американская актриса, певица, музыкант, автор песен и художница.

## Биография
Нина Линн Блэнтон (фамилия Репеты в девичестве) родилась в Шелби (штат Северная Каролина, США).
Нина окончила «Восточно-Каролинский университет».

## Карьера
В 1993—2011 года Нина сыграла в 14-ти фильмах и телесериалах, включая роль Бесси Поттер в телесериале «Бухта Доусона» (1998—2003).
Также Нина является автором-исполнителем и художницей.

## Личная жизнь
Нина замужем за кинооператором Майком Репета. У супругов есть ребёнок (род.2008).

## Избранная фильмография
| Год       |   | Русское название        | Оригинальное название | Роль                                                   |
| --------- | - | ----------------------- | --------------------- | ------------------------------------------------------ |
| 1993—1995 | с | Мэтлок                  | Matlock               | Ширли Хатчинсон/официантка/Линда Максуэлл/Кэти Бриджес |
| 1994      | ф | Убийства в стране радио | Radioland Murders     | участница «The Miller Sisters»                         |
| 1997      | ф | Кровавая луна           | Bloodmoon             | Меган О'Хара                                           |
| 1998—2003 | с | Бухта Доусона           | Dawson's Creek        | Бесси Поттер                                           |
| 2015      | с | Древние                 | The Originals         | Мелинда                                                |